# Hwachae
Hwachae es un término general para los ponches tradicionales coreanos elaborados con diversas frutas o pétalos de flores comestibles remojados en zumo de omija (baya de Schisandra chinensis) o aguamiel.

## Tipos
El omija hwachae (오미자화채) es un hwachae hecho con omija (bayas de Schisandra chinensis) y diversas frutas o pétalos de flores que también se usa como jugo básico para otras variedades de hwachae.

### Fruta

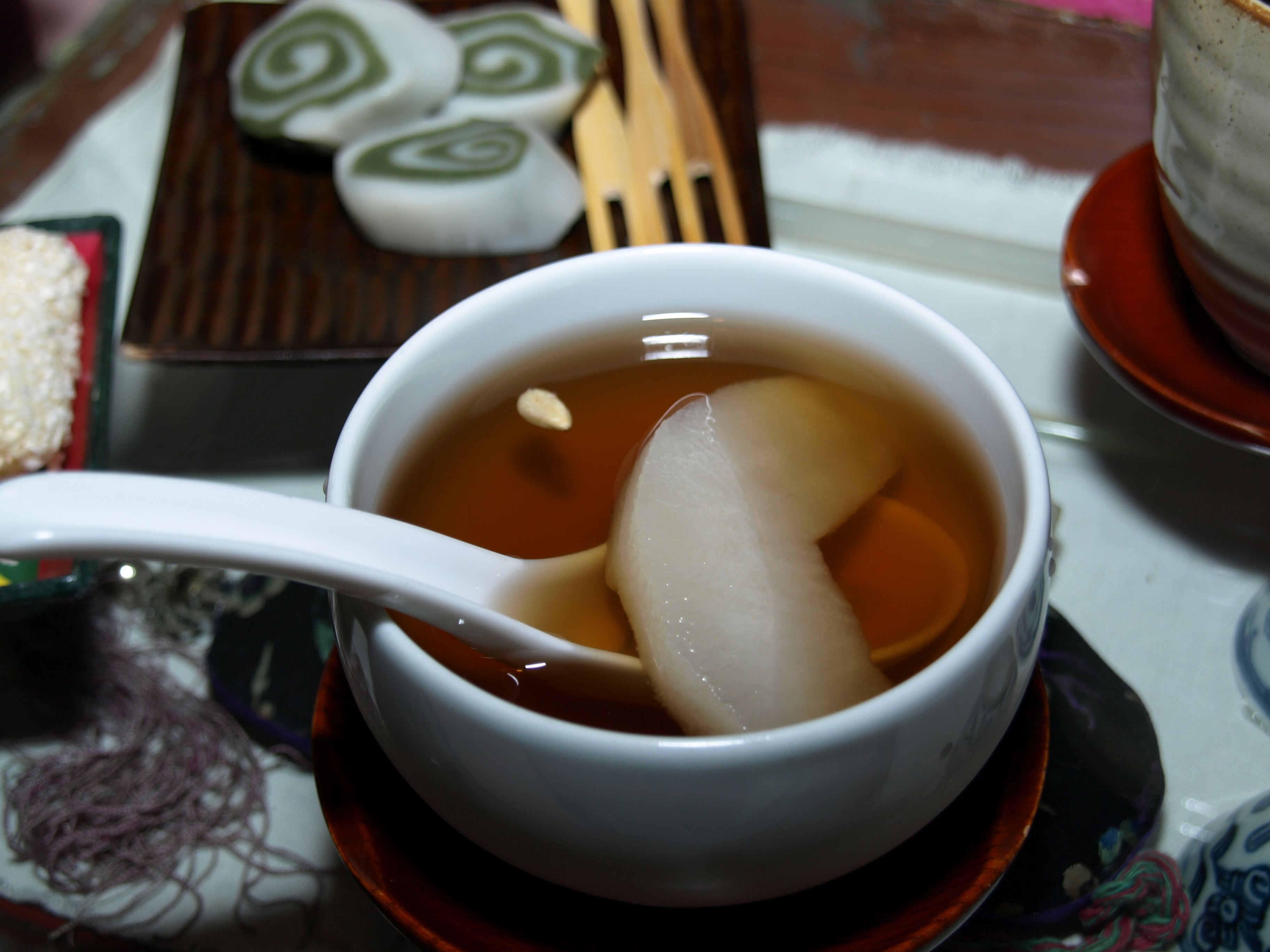
Baesuk.

- Baehwachae (배화채), consistente en bae (pera coreana) con forma de flor y zumo de omija.[2]
- Baesuk (배숙), elaborado escalfando rodajas de pera coreana con jengibre, granos de pimienta negra y azúcar.[3]
- Subak hwachae (수박화채), hecho con melón y otra fruta. Es bueno para refrescarse en verano. El melón se corta por la mitad y se sacan bolas de pulpa con un utensilio al efecto. La cáscara vacía se rellena con las bolas de melón, su zumo, otras frutas y hielo.[1]
- Yuja hwachae (유자화채), hecho con yuja (yuzu), pera coreana y azúcar.[4]
- Milgam hwachae (밀감화채), una especialidad local de Jeju-do hecha con cítricos cosechados en verano.[5]
- Ttalgi hwachae (딸기화채), hecho con fresas.
- Bokbunja hwachae (복분자화채), hecho con bokbunja (복분자, Rubus coreanus) y miel.
- Aengdu hwachae (앵두화채), elaborado con cerezas coreanas remojadas en miel o almíbar.[6]
- Boksunga hwachae (복숭아화채), hecho con melocotón marinado con azúcar.[7]
- Mogwa hwachae (모과화채), hecho con mogwa (모과, membrillo chino), cítricos y azúcar.[8]

### Flores y plantas
- Jangmi hwachae (장미화채), hecho con pétalos de rosa, almidón de frijol chino y omija.[9]
- Jindallae hwachae (진달래화채), hecho con pétalos de azalea (Rhododendron mucronulatum)[10][11] y almidón de frijol chino, preparado por Samjinnal (삼짇날, una fiesta tradicional coreana que cae el 3 de marzo en el calendario lunar).[12]
- Songhwa hwachae (송화화채), elaborado con songhwa garu (송화가루, harina de polen seco de pino) diluido en omija, miel o azúcar. Es una especialidad local de la provincia de Gangwon.[13]
- Songhwasu (송화수), hecho con songhwa garu en zumo con miel.[14][15]
- Sunchae hwachae (순채화채), elaborado con sunchae (순채, Brasenia schreberi) sancochada cubierta de almidón de frijol chino y zumo con miel o zumo de omija.[16]

### Tteoky cereales
- Sudan (수단), hawchae con gyeongdan (경단, una variedad de tteok con forma de bola) en zumo con miel.[17]
- Tteoksudan (떡수단), hecho con garaetteok (pastel de arroz con forma de tubo) cortado finamente, almidón de frijol chino y miel.[18]
- Borisudan (보리수단), elaborado con almidón de frijol chino cocido un poco al vapor y zumo de omija.[19]
- Wonsobyeong (원소병), hecho con tteok en forma de bola relleno de azofaifo picado o mermelada cítrica añadidos a zumo con miel.[20]
- Changmyeon (창면), un postre frío para el verano consistente en fideos hechos de almidón de frijol chino y zumo de omija.[21]
- Hwamyeon (화면), sopa de fideos fría parecida al changmyeon salvo por la adición de pétalos de flores comestibles.[22]